# بارد، لوار
بارد (به فرانسوی: Bard) یک کمون (فرانسه) در فرانسه است که در لوآر واقع شده‌است. بارد ۱۳٫۷۸ کیلومتر مربع مساحت دارد ۷۵۰ متر بالاتر از سطح دریا واقع شده‌است.